# قصير الورد
قصير الورد قرية سوريّة تتبع إداريّاً لمحافظة حلب منطقة السفيرة ناحية مركز السفيرة، بلغ تعداد سكانها 872 نسمة حسب التعداد السكاني لعام 2004.